# Chaymaa Guemra
Chaymaa Guemra, née le 13 février 1998, est une kayakiste marocaine.

## Carrière
Elle est médaillée d'or en K2 200 mètres avec Laila Bouchir et médaillée de bronze en K4 500 mètres avec Laila Bouchir, Zina Aboudalal et Salma Khabot aux Jeux africains de 2019,.